# Чионг Тінь
Чио́нг Тінь (в'єт. Trường Chinh, справжнє ім'я — Данг Суа́н Кху в'єт. Đặng Xuân Khu); 9 лютого 1907 — 30 вересня 1988) — в'єтнамський революціонер, генеральний секретар Комуністичної партії В'єтнаму та голова Державної ради країни. Поряд із Во Нгуєн Зіапом був одним із основних військових стратегів Політбюро Партії трудящих В'єтнаму.

## Біографія
Данг Суан Кху народився в дельті Червоної річки, у провінції Намдінь. 1927 року 20-річним юнаком вступив до Товариства революційної молоді В'єтнаму, а 1930 — до щойно створеної Комуністичної партії Індокитаю (КПІК). Ставши прибічником китайського комуністичного лідера Мао Цзедуна, узяв псевдонім Чионг Тінь, що є в'єтнамським когнатом китайської назви Великий похід. Був членом редколегії газет «Серп і молот» («Буа лієм») та «Червона профспілка» («Конг до»). У 1931–1936 роках за революційну діяльність перебував в ув'язненні. У 1936–1939 роках керував партійним друком в Ханої.
З 1940 року Чионг Тінь — член ЦК КПІК, а 1941 року став генеральним секретарем партії та другою особою в партійній ієрархії після Хо Ши Міна. 1951 року був обраний до Політбюро ЦК партії, яку тоді ж було перейменовано на Партію трудящих В'єтнаму й до жовтня 1956 року займав пост її генерального секретаря.
1955 року, після багаторічної війни, яку КПВ вела з французькими колоніалістами, країна вступила у мирний період, хоч і була розділена на дві частини. У Північному В'єтнамі, де влада належала комуністам, Чионг Тінь проводив земельні реформи, інспіровані Мао Цзедуном, результатом чого став голод серед населення. Чионг Тіня критикували за прокитайські позиції та небажання приставати на пропозиції інших партійних керівників, які орієнтувались на радянську модель розвитку. Радянсько-китайський розкол послабив вплив Китаю на Ханой, і восени 1956 року Чионг Тінь втратив ключовий пост у партії. У 1956–1959 роках він займав посаду секретаря ЦК ПТВ.
У 1958–1960 роках Чионг Тінь був заступником прем'єр-міністра ДРВ.
У 1960–1976 роках — голова Постійного комітету Національних зборів ДРВ. 1976 року, невдовзі після об'єднання В'єтнаму, Чионга було обрано до складу Політбюро ЦК КПВ та призначено на пост голови Постійного комітету Національних зборів В'єтнаму.
З липня 1981 до червня 1987 року — голова Державної ради СРВ. 14 липня 1986 року, після смерті Ле Зуана, був обраний на пост генерального секретаря ЦК КПВ. Будучи традиційно консервативним, Чионг Тінь тим не менше сприймав деякі ідеї реформаторів і навіть поступово погодився з їхніми пропозиціями після поїздок сільськими регіонами країни 1983 року, чому сприяв тягар економічних проблем, з якими В'єтнам стикнувся у ті часи. Незважаючи на це, 18 грудня 1986 року на VI з'їзді Комуністичної партії в межах проголошеної програми в'єтнамського оновлення («Дой Мой») Чионг Тіня було замінено на посту генерального секретаря Нгуєн Ван Лінем.
З грудня 1986 року Чионг залишався радником ЦК КПВ. 18 червня 1987 року вийшов у відставку з посту голови Держради СРВ за станом здоров'я.
Помер 30 вересня 1988 року на 82-му році життя.

## Родина
Дочка Данг В'єт Нга (або Ханг Нга) — 14 років прожила в Москві, закінчила Московський архітектурний інститут, кандидат архітектури. Проживає та працює у Далаті. Автор низки незвичайних за архітектурним стилем споруд, серед яких, зокрема, Гостьовий будинок Ханг Нга в Далаті.

## Звання
- Почесний громадянин Києва. 25 травня 2023 року Київрадою було прийнято рішення щодо позбавлення цього звання[3], проте рішення не підписав мер Києва Віталій Кличко через його невідповідність Закону України "Про засудження комуністичного та націонал-соціалістичного (нацистського) тоталітарних режимів в Україні та заборону пропаганди їхньої символіки". 15 червня 2023 року Київрада виключила з проєкту рішення від 25.05.2023 року «Про позбавлення звання «Почесний громадянин міста Києва»» генерального секретаря Комуністичної партії В'єтнаму Чионг Тіня[4]. Станом на 2024 рік, Чионг Тінь є Почесним громадянином міста Києва[5].

## Твори
- Серпнева революція у В'єтнамі. М.: Издательство иностранной литературы, 1954
- Truong Chinh. Primer for Revolt: The Communist Takeover in Vietnam. New York: Praeger, 1963